# Discophora zal
Discophora zal är en fjärilsart som beskrevs av John Obadiah Westwood 1851. Discophora zal ingår i släktet Discophora och familjen praktfjärilar. Inga underarter finns listade i Catalogue of Life.